# Lakota (Észak-Dakota)
Lakota település az Amerikai Egyesült Államok Észak-Dakota államában, Nelson megyében, melynek megyeszékhelye is. Lakosainak száma 683 fő (2020. április 1.).

## Népesség
A település népességének változása:

| 2010 | 672 |
| 2020 | 683 |